# スプリット・ホプキンソン圧力棒法
スプリット・ホプキンソン圧力棒法（すぷりっと・ほぷきんそんあつりょくぼうほう、"Split-Hopkinson pressure bar method"）とは、バートラム・ホプキンソンによって考案された材料の動的応力-ひずみ応答を試験するための機構である。

## 歴史
バートラム・ホプキンソンは、金属棒において応力波のパルス伝播を計測する方法により、1914年にホプキンソン圧力棒を初めて提案した。後に1949年にコルシーは連続の二つのホプキンソン棒を用いてのホプキンソンの技術を磨き、今日ではスプリット・ホプキンソン棒として知られている。

## 手法
現在では、様々な機構、技術がスプリット・ホプキンソン圧力棒法として使われている。試験片は入射棒、伝達棒と呼ばれる二つの棒の間に挟んで固定され、試験片に接触しているほうと反対側の入射棒の端から衝撃を加えて、棒を伝播する応力波を発生させる。この応力波は入射波として呼ばれており、試験片に到達すると二つの小さな応力波に分かれる。一つは伝達波であり試験片を通り抜け、もう一つは反射波として入射棒、試験片の界面で反射して再び入射棒を伝播する。
ほとんどの近代的な機構では、応力波によって引き起こされたひずみを計測するのに棒にひずみゲージを用いている。試験片での変形は均一であると仮定することにより、入射波、伝達波、反射波の振幅から応力とひずみを計算することが可能となる。